# Filaret Kolessa
Filaret Mychailowytsch Kolessa (ukrainisch Філарет Михайлович Колесса; * 17. Juli 1871 in Tatarsko, Galizien, Österreich-Ungarn; † 3. März 1947 in Lwiw, Ukrainische SSR) war ein ukrainischer Ethnograph, Folklorist, Komponist und Musikwissenschaftler.

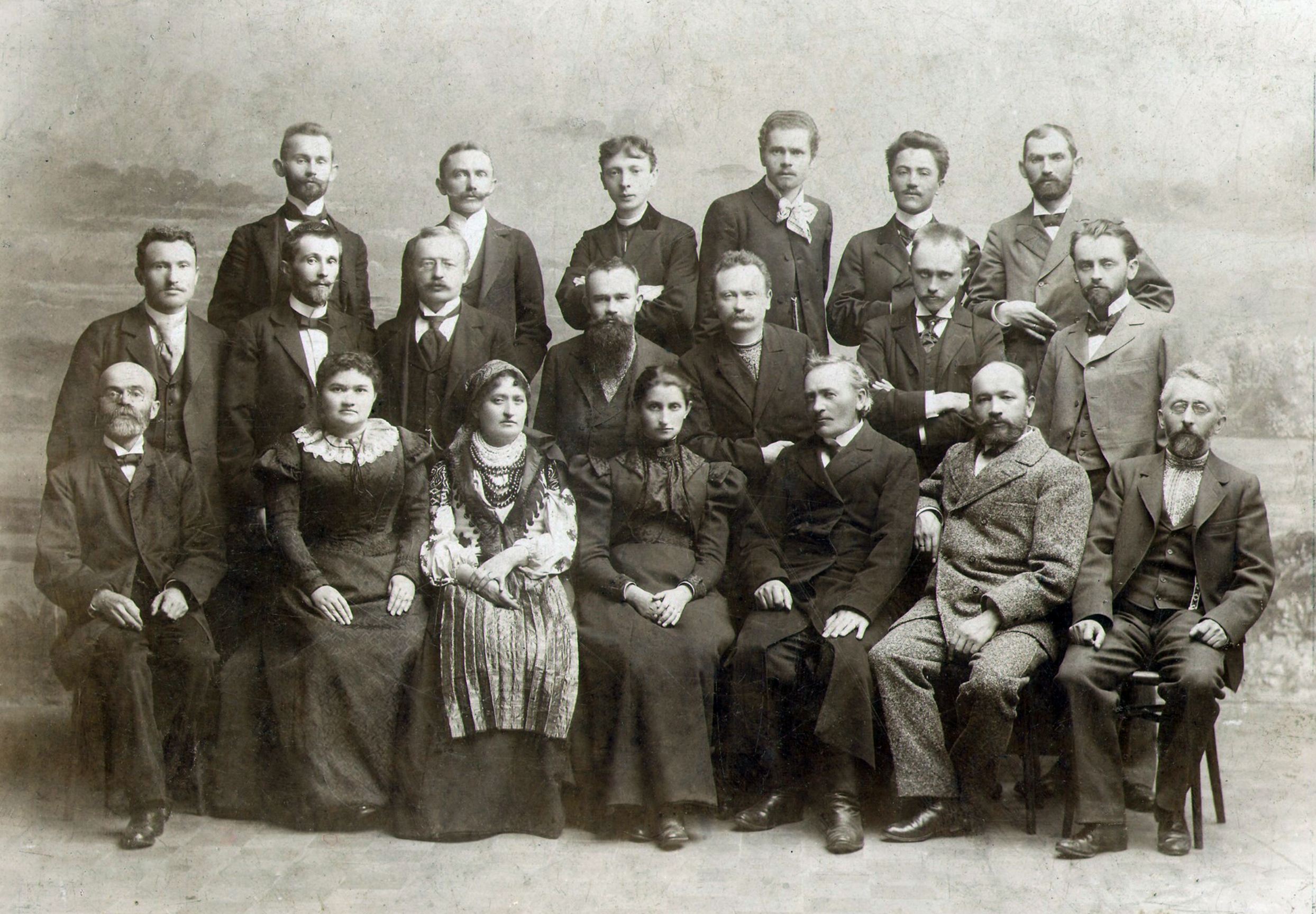
Vorstand und Mitglieder der Wissenschaftlichen Gesellschaft Schewtschenko, Lwiw, 31. Oktober 1898. von links nach rechts:
1. (untere) Reihe: Mychajlo Pawlyk, Jewhenija Jaroschynska, Natalija Kobrynska, Olha Kobyljanska, Sylwestr Lepkyj, Andrij Tschaikowskyj, Kostjantyn Pankiwskyj
2. Reihe: Iwan Kopatsch, Wolodymyr Hnatjuk, Ossyp Makowej, Mychajlo Hruschewskyj, Iwan Franko, Oleksandr Kolessa, Bohdan Lepkyj
3. (oben) Reihe: Iwan Petruschewytsch, Filaret Kolessa, Jossyp Kyschakewytsch, Iwan Trusch, Denys Lukijanowytsch, Mykola Iwasjuk

## Leben
Filaret Kolessa kam im Dorf Tatarsko, dem heutigen Pischtschany im Rajon Stryj der ukrainischen Oblast Lwiw als jüngerer Bruder von Iwan und Oleksandr Kolessa zur Welt. 1891/92 studierte er an der Universität Wien unter anderem bei Anton Bruckner. 1896 schloss er sein Studium an der Fakultät für Philosophie der Universität Lemberg ab und lehrte zwischen 1898 und 1929 an öffentlichen Schulen in Lwiw, Stryj und Sambir. 1918 verteidigte er seine Dissertation an der Universität Wien und erhielt den Doktorgrad der Philologie.
Von 1909 an war Filaret Kolessa Mitglied der Wissenschaftlichen Gesellschaft Schewtschenko
und 1929 wurde er Mitglied der Allukrainische Akademie der Wissenschaften. Aus dieser schloss man ihn 1933 aus und nahm ihn 1939 erneut auf. In diesem Jahr wurde er auch Professor und Leiter der Abteilung für ukrainische Folklore und Ethnographie an der Universität Lwiw. 1940 wurde er Direktor des Lemberger Zweiges des Instituts für Kunstgeschichte, Folklore und Ethnographie der Akademie der Wissenschaften der Ukrainischen SSR. Er war außerdem Abgeordneter des Obersten Sowjets der USSR. Kolessa pflegte Kontakte zu Wolodymyr Hnatjuk, Mykola Lyssenko, Lessja Ukrajinka, Iwan Franko und Klyment Kwitka (Климент Васильович Квітка 1880–1952).
Er starb 75-jährig in Lwiw und wurde dort auf dem Lytschakiwski-Friedhof beerdigt.

## Familie
Filaret Kolessa war der Vater des Komponisten, Dirigenten und Pädagogen Mykola Kolessa, Bruder des Literaturkritikers, Linguisten und sozialen sowie politischen Aktivisten Oleksandr Kolessa (ukrainisch: Михайло Іванович Павлик; 1867–1945) und Onkel der Pianistin und Musikpädagogin Lubka Kolessa.

## Werk
Kolessa studierte die Rhythmen ukrainischer Volkslieder aus Galizien, Wolhynien und dem Lemkenland.
Er verfasste wissenschaftliche Werke zur Folklore ukrainischer und slawischer Musik und publizierte unter anderem Sammlungen seiner Bearbeitungen ukrainischer Volkslieder und seiner eigenen Chorwerke. Sein Schaffen stellt einen wesentlichen Beitrag zur ukrainischen Folklore dar.

## Ehrungen
- Orden des Roten Banners der Arbeit[4]